# فارس طارق
فارس طارق موسى لاعب كرة قدم قطري، ولد في (8 ديسمبر 1994). 
لعب سابقاً في نادي مسيمير و نادي الوكرة و نادي لوسيل و نادي الوعب.